# Ryan Babel
Ryan Guno Babel (Amsterdam, 19 dicembre 1986) è un ex calciatore olandese di origine surinamese, di ruolo attaccante o ala. Con la nazionale olandese è stato vicecampione del mondo nel 2010.

## Caratteristiche tecniche
E' un attaccante versatile, che può ricoprire indifferentemente i ruoli di ala sinistra e centravanti.
In possesso di notevoli capacità fisiche e tecniche, è dotato di una corsa veloce e potente in campo aperto che, unita ad una tecnica di alto livello e ad una grande facilità di dribbling, sia in corsa e nello stretto, ne fanno una costante minaccia per le difese avversarie. Sebbene in grado di rendersi pericoloso sia in situazioni di contropiede sia con tiri dalla distanza, un rendimento incostante e una spiccata tendenza al gioco individualista lo hanno limitato dal punto di vista dei goal segnati e degli assist messi a referto.
Descritto in gioventù come una delle più fulgide promesse del calcio olandese, tanto da essere definito "il nuovo Henry", il carattere focoso e numerosi episodi extracalcistici sopra le righe ne hanno pesantemente limitato l'affermazione ai massimi livelli.

## Carriera

### Club

#### Gli inizi, Ajax
Prodotto del vivaio dell'Ajax a cui si aggrega all'età di 11 anni, viene integrato in prima squadra per la stagione 1998-1999. Dopo essere passato per le varie selezioni giovanili dell'Ajax firma il suo primo contratto da professionista nel gennaio 2004.

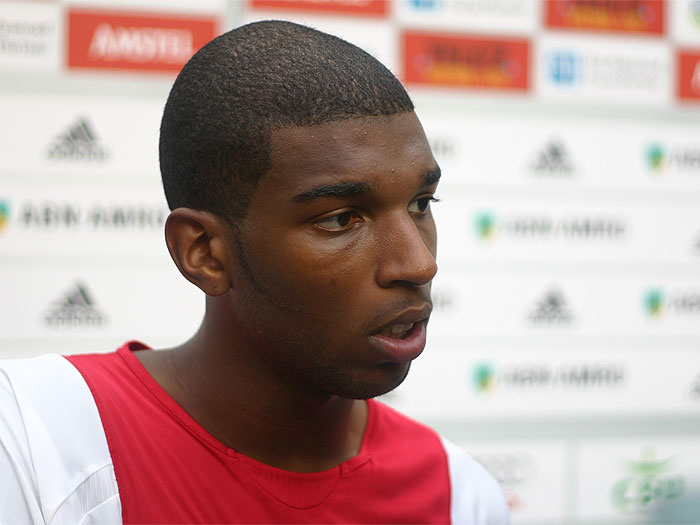
Ryan Babel con la maglia dell' nel 2007

Il 1º febbraio 2004, due mesi dopo il suo 17º compleanno, il tecnico Ronald Koeman lo fa esordire in Eredivisie nel 4-0 casalingo contro l'ADO Den Haag, senza dargli più possibilità di scendere in campo per tutta la stagione. Nove mesi più tardi, il 20 novembre 2004, Babel segna la sua prima rete nel calcio professionistico, nella vittoria per 5-0 contro il De Graafschap. Nel luglio del 2005 firma un nuovo contratto con l'Ajax. Inizia la stagione segnando il gol vittoria (2-1) contro il PSV nella Supercoppa Olandese e quello al Brøndby nel terzo turno di qualificazione alla Champions League; collezionerà però un bottino di sole due reti in campionato. Il ct olandese Marco van Basten decide ugualmente di convocarlo con continuità per la Nazionale maggiore (dove segna anche un gol all'Italia in novembre). Sul finale di stagione partecipa, entrando nel secondo tempo, alla vittoria di misura (per 2-1) dell'Ajax sul PSV nella finale di coppa olandese.
La stagione 2006-2007 comincia con la vittoria per 3-1 sul PSV in Supercoppa nazionale. A maggio vince nuovamente la KNVB beker ai danni dell'AZ Alkmaar, conquistando il trofeo ai rigori.

#### Liverpool

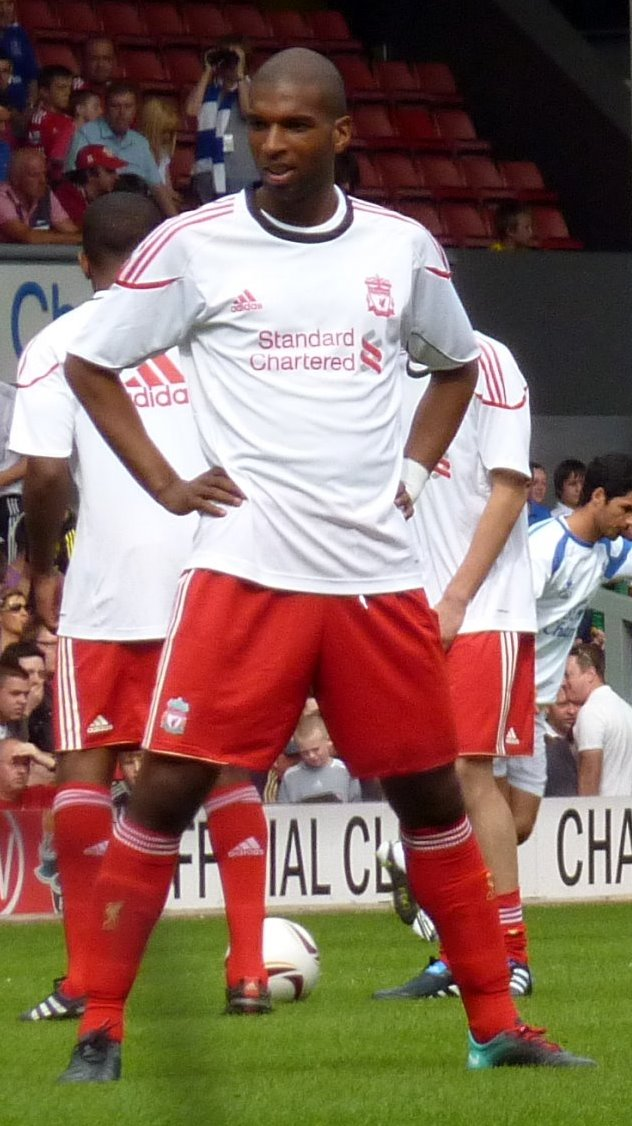
Babel con la maglia del Liverpool nel 2010

Dopo essere stato accostato a Newcastle United e Arsenal, il 12 luglio 2007 passa al Liverpool per 17,25 milioni di euro. Il giorno successivo Babel firma un quinquennale con i Reds, scegliendo per la stagione 2007-08 la maglia numero 19.
In Premier League debutta nella trasferta contro l'Aston Villa, subentrando dalla panchina. Il tecnico Rafael Benítez lo impiega nel corso della stagione sia come attaccante centrale che come esterno avanzato di centrocampo, ruolo in cui vanterà il maggior numero di apparizioni. Il 1º settembre arriva il primo gol contro il Derby County. La sua prima doppietta arriva invece il 6 novembre 2007, nella partita di Champions League contro il Beşiktaş, gara cominciata per lui dalla panchina, vinta 8-0.
In Champions League segna poi il quarto e definitivo gol contro l'Olympique de Marseille, e, ai quarti di finale, la rete del definitivo 4-2 (dopo l'1-1 dell'andata) sull'Arsenal. Il 30 aprile 2008 entra a partita in corso nella semifinale di ritorno contro il Chelsea, segnando al 117' con un tiro da oltre 20 metri.
Il primo gol della stagione 2008-2009 lo sigla il 13 settembre 2008 contro gli storici rivali del Manchester United, fissando il punteggio sul 2 a 1 finale.
Dopo la prestazione nella partita con la squadra francese l'ex giocatore dei Reds Alan Hansen afferma che se continuasse a giocare così Babel avrebbe sicuramente le carte in regola per essere un Top player. Il 6 gennaio 2010 il Liverpool comunica di aver rifiutato un'offerta di 8 milioni di sterline pervenuta dal Birmingham City F.C. per assicurarsi le prestazioni del giocatore. Nello stesso mese Babel viene multato di 60.000 sterline dall'allenatore dei Reds Rafa Benitez per aver esternato sul social network Twitter la sua rabbia per la non convocazione contro lo Stoke City.
Nella sfida di Europa League contro il Benfica, riceve al 30' la sua prima espulsione con la casacca del Liverpool. Il suo ultimo gol stagionale lo mette a tabellino nell'incontro vinto per 4-0 sul Burnley: chiude la stagione con 38 presenze (16 come titolare) e 6 gol.

#### Hoffenheim
Nel mercato di gennaio 2011, pochi giorni dopo aver insultato pubblicamente su Twitter l'arbitro Howard Webb prendendosi 10.000 sterline di multa, viene ceduto per circa 7 milioni di euro all'Hoffenheim, con cui firma un contratto fino al 30 giugno 2013.

#### Ritorno all'Ajax
Il 31 agosto 2012 il giocatore, dopo essersi svincolato, torna all'Ajax firmando un contratto annuale fino al 30 giugno 2013. Fa il suo esordio in campionato il 15 settembre nella vittoria interna per 2-0 contro l'RKC Waalwijk subentrando al compagno Derk Boerrigter all'inizio della ripresa. Segna il suo primo gol in campionato la settimana successiva, il 23 settembre contro l'ADO Den Haag (1-1). L'8 ottobre in Ajax-Utrecht gioca la sua partita numero 200 nei vari campionati mentre il 24 ottobre in Ajax-Manchester City 3-1 di Champions League tocca quota 300 presenze totali con i club. Infortunatosi alla spalla nel gennaio 2013, torna in campo il 31 marzo seguente segnando l'ultimo dei quattro gol nel 4-2 al NEC Nijmegen. Il 5 maggio vince la sua prima Eredivisie con l'Ajax. Conclude la stagione con 21 presenze e 5 gol in totale.

#### Vari trasferimenti e secondo ritorno all'Ajax
Il 21 giugno 2013 firma un contratto triennale con il Kasımpaşa con cui gioca due stagioni da titolare prima di passare agli arabi dell'Al-Ain dove rimane dal luglio 2015 al settembre 2016 scendendo in campo in sole 8 occasioni.
Dopo essersi svincolato passa al Deportivo La Coruña tra le cui file milita per soli sei mesi disputando 11 partite condite da 4 reti. 
Il 2 gennaio 2017 cambia nuovamente società e torna in Turchia, questa volta al Beşiktaş. In due anni gioca 89 partite segnando 29 gol tra campionato, coppa, Champions ed Europa League.
Il 15 gennaio 2019 passa a titolo definitivo al Fulham, firmando un contratto fino a fine stagione. Il 28 giugno dello stesso anno, a seguito della retrocessione dei londinesi con i quali aveva segnato 5 gol in 16 partite di Premier, firma un contratto triennale con il Galatasaray, facendo così ritorno in Turchia dopo qualche mese.
Mette insieme 19 presenze e 5 gol tra campionato e Champions e l'11 gennaio 2020 ritorna di nuovo all'Ajax con la formula del prestito. Torna a segnare con i lancieri il 12 febbraio in Vitesse-Ajax 0-3, gara valida per i quarti di Coppa d'Olanda. A causa dell’emergenza COVID-19 mette insieme in tutto solo 9 presenze e 1 gol tra Eredivisie, Coppa d’Olanda ed Europa League prima di far ritorno in Turchia.

#### Ritorno al Galatasaray, Eyüpspor  e ritiro
Dopo aver messo insieme altre 80 presenze e 12 gol con il Galatasaray tra campionato, coppa nazionale e coppe europee, nel luglio del 2022 da svincolato si accasa all’Eyüpspor, club di seconda divisione turca, dove rimane una sola stagione, al termine della quale resta svincolato.
L'11 novembre 2024, ad oltre un anno dall'ultima partita ufficiale disputata, annuncia il ritiro dal calcio giocato all'età di 38 anni.

### Nazionale
Il 26 marzo 2005, contro la Romania, esordisce in Nazionale maggiore all'età di 18 anni e 97 giorni, sotto la guida di Marco van Basten, subentrando a Arjen Robben. In questa partita segna il suo primo gol con la casacca Oranje, diventando così il marcatore più giovane della sua Nazionale degli ultimi 68 anni. La partita finirà con la vittoria olandese per 2-0.
Con la Nazionale del suo paese partecipa al campionato del mondo 2006 da riserva, vestendo la maglia numero 21 e vantando una presenza da sostituto contro l'Argentina nella fase a gironi iniziale.
Con la Nazionale Under-21, invece, conquista il campionato europeo di categoria del 2007 e nella finale contro la Serbia, oltre ad andare a segno, viene anche eletto uomo partita.
Viene nuovamente convocato da Marco van Basten per Euro 2008, ma deve rinunciare a parteciparvi a causa di una lesione ai tendini della caviglia occorsagli in allenamento con gli Oranje il 31 maggio 2008: il tecnico decide di sostituirlo con il difensore Khalid Boulahrouz.
Al termine della stagione 2009-2010 viene convocato da Bert van Marwijk per i Mondiali di Sudafrica 2010, durante i quali indossa la maglia numero 19. Nonostante non fosse mai sceso in campo, ricevette ugualmente la medaglia d'argento in quanto gli olandesi persero ai supplementari la finale contro la Spagna.
Nel novembre 2011 viene convocato in nazionale dopo 1 anno di assenza per le amichevoli (che poi ha giocato) contro Svizzera e Germania.
Il 7 ottobre 2017 torna in Orange a distanza di 6 anni, disputando la partita contro la Bielorussia. Il ct Advocaat decide di richiamarlo per le buone prestazione viste con la maglia del Besiktas. Un mese dopo torna al goal in nazionale dopo 8 anni nel 3-0 in amichevole contro la Romania siglando la seconda rete della squadra. Con l'arrivo di Ronald Koeman (lo stesso tecnico che lo ha fatto esordire tra i professionisti) in panchina Babel torna in pianta stabile tra i convocati risultando essere uno dei veterani della selezione olandese. Anche Frank de Boer continuerà a chiamarlo salvo poi escluderlo dai convocati per l’Europeo.

## Statistiche

### Presenze e reti nei club
Statistiche aggiornate al 20 maggio 2022.
| Stagione           | Squadra            | Campionato         | Campionato | Campionato | Coppe nazionali | Coppe nazionali | Coppe nazionali | Coppe continentali | Coppe continentali | Coppe continentali | Altre coppe | Altre coppe | Altre coppe | Totale | Totale |
| Stagione           | Squadra            | Comp               | Pres       | Reti       | Comp            | Pres            | Reti            | Comp               | Pres               | Reti               | Comp        | Pres        | Reti        | Pres   | Reti   |
| ------------------ | ------------------ | ------------------ | ---------- | ---------- | --------------- | --------------- | --------------- | ------------------ | ------------------ | ------------------ | ----------- | ----------- | ----------- | ------ | ------ |
| 2003-2004          | Ajax               | ED                 | 1          | 0          | CO              | 0               | 0               | UCL                | 0                  | 0                  | -           | -           | -           | 1      | 0      |
| 2004-2005          | Ajax               | ED                 | 20         | 7          | CO              | 3               | 1               | UCL+CU             | 2+2                | 0+1                | SO          | 0           | 0           | 27     | 9      |
| 2005-2006          | Ajax               | ED                 | 25+2       | 2          | CO              | 3               | 2               | UCL                | 9                  | 2                  | SO          | 1           | 1           | 40     | 7      |
| 2006-2007          | Ajax               | ED                 | 27+4       | 5+1        | CO              | 4               | 0               | UCL+CU             | 2+5                | 0+2                | SO          | 1           | 0           | 43     | 8      |
| 2007-2008          | Liverpool          | PL                 | 30         | 4          | FACup+CdL       | 4+2             | 1+0             | UCL                | 13                 | 5                  | -           | -           | -           | 49     | 10     |
| 2008-2009          | Liverpool          | PL                 | 27         | 3          | FACup+CdL       | 3+2             | 0               | UCL                | 10                 | 1                  | -           | -           | -           | 42     | 4      |
| 2009-2010          | Liverpool          | PL                 | 25         | 4          | FACup+CdL       | 1+2             | 0               | UCL+UEL            | 3+7                | 1+1                | -           | -           | -           | 38     | 6      |
| 2010-gen. 2011     | Liverpool          | PL                 | 9          | 1          | FACup+CdL       | 1+1             | 0               | UEL                | 6                  | 1                  | -           | -           | -           | 17     | 2      |
| Totale Liverpool   | Totale Liverpool   | Totale Liverpool   | 91         | 12         |                 | 16              | 1               |                    | 39                 | 9                  |             | -           | -           | 146    | 22     |
| gen.-giu. 2011     | Hoffenheim         | BL                 | 15         | 1          | CG              | 1               | 0               | -                  | -                  | -                  | -           | -           | -           | 16     | 1      |
| 2011-2012          | Hoffenheim         | BL                 | 31         | 4          | CG              | 4               | 1               | -                  | -                  | -                  | -           | -           | -           | 35     | 5      |
| Totale Hoffenheim  | Totale Hoffenheim  | Totale Hoffenheim  | 46         | 5          |                 | 5               | 1               |                    | -                  | -                  |             | -           | -           | 51     | 6      |
| 2012-2013          | Ajax               | ED                 | 16         | 4          | CO              | 2               | 1               | UCL+UEL            | 4+0                | 0                  | SO          | 0           | 0           | 22     | 5      |
| 2013-2014          | Kasımpaşa          | SL                 | 29         | 5          | TK              | 1               | 0               | -                  | -                  | -                  | -           | -           | -           | 30     | 5      |
| 2014-2015          | Kasımpaşa          | SL                 | 29         | 9          | TK              | 0               | 0               | -                  | -                  | -                  | -           | -           | -           | 29     | 9      |
| Totale Kasımpaşa   | Totale Kasımpaşa   | Totale Kasımpaşa   | 58         | 14         |                 | 1               | 0               |                    | -                  | -                  |             | -           | -           | 59     | 14     |
| 2015-2016          | Al-Ain             | PL                 | 8          | 1          | EEC             | 5               | 1               | ACL                | 0                  | 0                  | SE          | 1           | 0           | 14     | 2      |
| 2016-gen. 2017     | Deportivo          | PD                 | 11         | 4          | CR              | 1               | 1               | -                  | -                  | -                  | -           | -           | -           | 12     | 5      |
| gen.-giu. 2017     | Beşiktaş           | SL                 | 18         | 5          | TK              | 1               | 0               | UEL                | 6                  | 3                  | ST          | 0           | 0           | 25     | 8      |
| 2017-2018          | Beşiktaş           | SL                 | 32         | 13         | TK              | 5               | 0               | UCL                | 7                  | 2                  | ST          | 1           | 0           | 45     | 15     |
| 2018-gen. 2019     | Beşiktaş           | SL                 | 12         | 4          | TK              | 0               | 0               | UEL                | 7                  | 2                  | -           | -           | -           | 19     | 6      |
| Totale Beşiktaş    | Totale Beşiktaş    | Totale Beşiktaş    | 62         | 22         |                 | 6               | 0               |                    | 20                 | 7                  |             | 1           | 0           | 89     | 29     |
| gen.-giu. 2019     | Fulham             | PL                 | 16         | 5          | FACup+CdL       | 0               | 0               | -                  | -                  | -                  | -           | -           | -           | 16     | 5      |
| 2019-gen. 2020     | Galatasaray        | SL                 | 15         | 5          | TK              | 0               | 0               | UCL                | 4                  | 0                  | ST          | 1           | 0           | 20     | 5      |
| gen.-giu. 2020     | Ajax               | ED                 | 5          | 0          | CO              | 2               | 1               | UEL                | 2                  | 0                  | -           | -           | -           | 9      | 1      |
| Totale Ajax        | Totale Ajax        | Totale Ajax        | 94+6       | 18+1       |                 | 14              | 5               |                    | 26                 | 5                  |             | 2           | 1           | 142    | 30     |
| 2020-2021          | Galatasaray        | SL                 | 32         | 7          | TK              | 2               | 0               | UEL                | 3                  | 1                  | -           | -           | -           | 37     | 8      |
| 2021-2022          | Galatasaray        | SL                 | 30         | 3          | TK              | 0               | 0               | UCL+UEL            | 2+11               | 0+1                | -           | -           | -           | 43     | 4      |
| Totale Galatasaray | Totale Galatasaray | Totale Galatasaray | 77         | 15         |                 | 2               | 0               |                    | 21                 | 2                  |             | 1           | 0           | 101    | 17     |
| Totale carriera    | Totale carriera    | Totale carriera    | 469        | 97         |                 | 50              | 9               |                    | 106                | 23                 |             | 5           | 1           | 630    | 130    |

### Cronologia presenze e reti in nazionale
| Cronologia completa delle presenze e delle reti in nazionale ― Paesi Bassi | Cronologia completa delle presenze e delle reti in nazionale ― Paesi Bassi | Cronologia completa delle presenze e delle reti in nazionale ― Paesi Bassi | Cronologia completa delle presenze e delle reti in nazionale ― Paesi Bassi | Cronologia completa delle presenze e delle reti in nazionale ― Paesi Bassi | Cronologia completa delle presenze e delle reti in nazionale ― Paesi Bassi | Cronologia completa delle presenze e delle reti in nazionale ― Paesi Bassi | Cronologia completa delle presenze e delle reti in nazionale ― Paesi Bassi |
| Data                                                                       | Città                                                                      | In casa                                                                    | Risultato                                                                  | Ospiti                                                                     | Competizione                                                               | Reti                                                                       | Note                                                                       |
| -------------------------------------------------------------------------- | -------------------------------------------------------------------------- | -------------------------------------------------------------------------- | -------------------------------------------------------------------------- | -------------------------------------------------------------------------- | -------------------------------------------------------------------------- | -------------------------------------------------------------------------- | -------------------------------------------------------------------------- |
| 26-3-2005                                                                  | Bucarest                                                                   | Romania                                                                    | 0 – 2                                                                      | Paesi Bassi                                                                | Qual. Mondiali 2006                                                        | 1                                                                          | 24’                                                                        |
| 30-3-2005                                                                  | Eindhoven                                                                  | Paesi Bassi                                                                | 2 – 0                                                                      | Armenia                                                                    | Qual. Mondiali 2006                                                        | -                                                                          | 50’                                                                        |
| 12-10-2005                                                                 | Amsterdam                                                                  | Paesi Bassi                                                                | 0 – 0                                                                      | Macedonia                                                                  | Qual. Mondiali 2006                                                        | -                                                                          | 86’                                                                        |
| 12-11-2005                                                                 | Amsterdam                                                                  | Paesi Bassi                                                                | 1 – 3                                                                      | Italia                                                                     | Amichevole                                                                 | 1                                                                          | 82’                                                                        |
| 27-5-2006                                                                  | Rotterdam                                                                  | Paesi Bassi                                                                | 1 – 0                                                                      | Camerun                                                                    | Amichevole                                                                 | -                                                                          | 82’                                                                        |
| 1-6-2006                                                                   | Eindhoven                                                                  | Paesi Bassi                                                                | 2 – 1                                                                      | Messico                                                                    | Amichevole                                                                 | 1                                                                          |                                                                            |
| 21-6-2006                                                                  | Francoforte sul Meno                                                       | Paesi Bassi                                                                | 0 – 0                                                                      | Argentina                                                                  | Mondiali 2006 - 1º Turno                                                   | -                                                                          | 56’                                                                        |
| 2-9-2006                                                                   | Lussemburgo                                                                | Lussemburgo                                                                | 0 – 1                                                                      | Paesi Bassi                                                                | Qual. Euro 2008                                                            | -                                                                          | 77’                                                                        |
| 6-9-2006                                                                   | Eindhoven                                                                  | Paesi Bassi                                                                | 3 – 0                                                                      | Bielorussia                                                                | Qual. Euro 2008                                                            | -                                                                          | 76’                                                                        |
| 7-10-2006                                                                  | Sofia                                                                      | Bulgaria                                                                   | 1 – 1                                                                      | Paesi Bassi                                                                | Qual. Euro 2008                                                            | -                                                                          | 16’                                                                        |
| 11-10-2006                                                                 | Amsterdam                                                                  | Paesi Bassi                                                                | 2 – 1                                                                      | Albania                                                                    | Qual. Euro 2008                                                            | -                                                                          |                                                                            |
| 7-2-2007                                                                   | Amsterdam                                                                  | Paesi Bassi                                                                | 4 – 1                                                                      | Russia                                                                     | Amichevole                                                                 | 1                                                                          | 46’                                                                        |
| 24-3-2007                                                                  | Rotterdam                                                                  | Paesi Bassi                                                                | 0 – 0                                                                      | Romania                                                                    | Qual. Euro 2008                                                            | -                                                                          |                                                                            |
| 28-3-2007                                                                  | Lubiana                                                                    | Slovenia                                                                   | 0 – 1                                                                      | Paesi Bassi                                                                | Qual. Euro 2008                                                            | -                                                                          | 73’                                                                        |
| 22-8-2007                                                                  | Ginevra                                                                    | Svizzera                                                                   | 2 – 1                                                                      | Paesi Bassi                                                                | Amichevole                                                                 | -                                                                          | 46’                                                                        |
| 8-9-2007                                                                   | Amsterdam                                                                  | Paesi Bassi                                                                | 2 – 0                                                                      | Bulgaria                                                                   | Qual. Euro 2008                                                            | -                                                                          |                                                                            |
| 12-9-2007                                                                  | Tirana                                                                     | Albania                                                                    | 0 – 1                                                                      | Paesi Bassi                                                                | Qual. Euro 2008                                                            | -                                                                          | 75’                                                                        |
| 13-10-2007                                                                 | Costanza                                                                   | Romania                                                                    | 1 – 0                                                                      | Paesi Bassi                                                                | Qual. Euro 2008                                                            | -                                                                          | 78’                                                                        |
| 17-10-2007                                                                 | Rotterdam                                                                  | Paesi Bassi                                                                | 2 – 0                                                                      | Slovenia                                                                   | Qual. Euro 2008                                                            | -                                                                          | 63’                                                                        |
| 17-11-2007                                                                 | Eindhoven                                                                  | Paesi Bassi                                                                | 1 – 0                                                                      | Lussemburgo                                                                | Qual. Euro 2008                                                            | -                                                                          | 84’                                                                        |
| 21-11-2007                                                                 | Minsk                                                                      | Bielorussia                                                                | 2 – 1                                                                      | Paesi Bassi                                                                | Qual. Euro 2008                                                            | -                                                                          | 57’                                                                        |
| 6-2-2008                                                                   | Spalato                                                                    | Croazia                                                                    | 0 – 3                                                                      | Paesi Bassi                                                                | Amichevole                                                                 | -                                                                          | 55’                                                                        |
| 26-3-2008                                                                  | Vienna                                                                     | Austria                                                                    | 3 – 4                                                                      | Paesi Bassi                                                                | Amichevole                                                                 | -                                                                          | 69’                                                                        |
| 24-5-2008                                                                  | Rotterdam                                                                  | Paesi Bassi                                                                | 3 – 0                                                                      | Ucraina                                                                    | Amichevole                                                                 | 1                                                                          | 62’                                                                        |
| 29-5-2008                                                                  | Eindhoven                                                                  | Paesi Bassi                                                                | 1 – 1                                                                      | Danimarca                                                                  | Amichevole                                                                 | -                                                                          | 77’                                                                        |
| 6-9-2008                                                                   | Eindhoven                                                                  | Paesi Bassi                                                                | 1 – 2                                                                      | Australia                                                                  | Amichevole                                                                 | -                                                                          | 84’                                                                        |
| 11-10-2008                                                                 | Rotterdam                                                                  | Paesi Bassi                                                                | 2 – 0                                                                      | Islanda                                                                    | Qual. Mondiali 2010                                                        | -                                                                          | 68’                                                                        |
| 15-10-2008                                                                 | Oslo                                                                       | Norvegia                                                                   | 0 – 1                                                                      | Paesi Bassi                                                                | Qual. Mondiali 2010                                                        | -                                                                          | 26’                                                                        |
| 19-11-2008                                                                 | Amsterdam                                                                  | Paesi Bassi                                                                | 3 – 1                                                                      | Svezia                                                                     | Amichevole                                                                 | -                                                                          | 65’                                                                        |
| 11-2-2009                                                                  | Radès                                                                      | Tunisia                                                                    | 1 – 1                                                                      | Paesi Bassi                                                                | Amichevole                                                                 | -                                                                          | 46’                                                                        |
| 1-4-2009                                                                   | Amsterdam                                                                  | Paesi Bassi                                                                | 4 – 0                                                                      | Macedonia                                                                  | Qual. Mondiali 2010                                                        | -                                                                          | 46’                                                                        |
| 6-6-2009                                                                   | Reykjavík                                                                  | Islanda                                                                    | 1 – 2                                                                      | Paesi Bassi                                                                | Qual. Mondiali 2010                                                        | -                                                                          | 75’                                                                        |
| 10-6-2009                                                                  | Rotterdam                                                                  | Paesi Bassi                                                                | 2 – 0                                                                      | Norvegia                                                                   | Qual. Mondiali 2010                                                        | -                                                                          | 78’                                                                        |
| 12-8-2009                                                                  | Amsterdam                                                                  | Paesi Bassi                                                                | 2 – 2                                                                      | Inghilterra                                                                | Amichevole                                                                 | -                                                                          | 46’                                                                        |
| 10-10-2009                                                                 | Sydney                                                                     | Australia                                                                  | 0 – 0                                                                      | Paesi Bassi                                                                | Amichevole                                                                 | -                                                                          | 46’                                                                        |
| 14-11-2009                                                                 | Pescara                                                                    | Italia                                                                     | 0 – 0                                                                      | Paesi Bassi                                                                | Amichevole                                                                 | -                                                                          | 72’                                                                        |
| 18-11-2009                                                                 | Eindhoven                                                                  | Paesi Bassi                                                                | 0 – 0                                                                      | Paraguay                                                                   | Amichevole                                                                 | -                                                                          | 46’                                                                        |
| 3-3-2010                                                                   | Amsterdam                                                                  | Paesi Bassi                                                                | 2 – 1                                                                      | Stati Uniti                                                                | Amichevole                                                                 | -                                                                          | 81’                                                                        |
| 1-6-2010                                                                   | Rotterdam                                                                  | Paesi Bassi                                                                | 4 – 1                                                                      | Ghana                                                                      | Amichevole                                                                 | -                                                                          | 73’                                                                        |
| 17-11-2010                                                                 | Amsterdam                                                                  | Paesi Bassi                                                                | 1 – 0                                                                      | Turchia                                                                    | Amichevole                                                                 | -                                                                          | 87’                                                                        |
| 11-11-2011                                                                 | Amsterdam                                                                  | Paesi Bassi                                                                | 0 – 0                                                                      | Svizzera                                                                   | Amichevole                                                                 | -                                                                          | 79’                                                                        |
| 15-11-2011                                                                 | Amburgo                                                                    | Germania                                                                   | 3 – 0                                                                      | Paesi Bassi                                                                | Amichevole                                                                 | -                                                                          |                                                                            |
| 7-10-2017                                                                  | Borisov                                                                    | Bielorussia                                                                | 1 – 3                                                                      | Paesi Bassi                                                                | Qual. Mondiali 2018                                                        | -                                                                          |                                                                            |
| 10-10-2017                                                                 | Amsterdam                                                                  | Paesi Bassi                                                                | 2 – 0                                                                      | Svezia                                                                     | Qual. Mondiali 2018                                                        | -                                                                          |                                                                            |
| 9-11-2017                                                                  | Aberdeen                                                                   | Scozia                                                                     | 0 – 1                                                                      | Paesi Bassi                                                                | Amichevole                                                                 | -                                                                          |                                                                            |
| 14-11-2017                                                                 | Bucarest                                                                   | Romania                                                                    | 0 – 3                                                                      | Paesi Bassi                                                                | Amichevole                                                                 | 1                                                                          | 62’                                                                        |
| 23-3-2018                                                                  | Amsterdam                                                                  | Paesi Bassi                                                                | 0 – 1                                                                      | Inghilterra                                                                | Amichevole                                                                 | -                                                                          | 66’                                                                        |
| 26-3-2018                                                                  | Ginevra                                                                    | Portogallo                                                                 | 0 – 3                                                                      | Paesi Bassi                                                                | Amichevole                                                                 | 1                                                                          | 84’                                                                        |
| 4-6-2018                                                                   | Torino                                                                     | Italia                                                                     | 1 – 1                                                                      | Paesi Bassi                                                                | Amichevole                                                                 | -                                                                          | 82’                                                                        |
| 6-9-2018                                                                   | Amsterdam                                                                  | Paesi Bassi                                                                | 2 – 1                                                                      | Perù                                                                       | Amichevole                                                                 | -                                                                          | 86’                                                                        |
| 9-9-2018                                                                   | Parigi                                                                     | Francia                                                                    | 2 – 1                                                                      | Paesi Bassi                                                                | UEFA Nations League 2018-2019 - 1º turno                                   | 1                                                                          | 88’                                                                        |
| 13-10-2018                                                                 | Amsterdam                                                                  | Paesi Bassi                                                                | 3 – 0                                                                      | Germania                                                                   | UEFA Nations League 2018-2019 - 1º turno                                   | -                                                                          | 68’                                                                        |
| 16-11-2018                                                                 | Rotterdam                                                                  | Paesi Bassi                                                                | 2 – 0                                                                      | Francia                                                                    | UEFA Nations League 2018-2019 - 1º turno                                   | -                                                                          | 90+1’                                                                      |
| 19-11-2018                                                                 | Gelsenkirchen                                                              | Germania                                                                   | 2 – 2                                                                      | Paesi Bassi                                                                | UEFA Nations League 2018-2019 - 1º turno                                   | -                                                                          | 46’                                                                        |
| 21-3-2019                                                                  | Rotterdam                                                                  | Paesi Bassi                                                                | 4 – 0                                                                      | Bielorussia                                                                | Qual. Euro 2020                                                            | -                                                                          | 59’                                                                        |
| 24-3-2019                                                                  | Amsterdam                                                                  | Paesi Bassi                                                                | 2 – 3                                                                      | Germania                                                                   | Qual. Euro 2020                                                            | -                                                                          | 46’                                                                        |
| 6-6-2019                                                                   | Guimarães                                                                  | Paesi Bassi                                                                | 3 – 1 dts                                                                  | Inghilterra                                                                | UEFA Nations League 2018-2019 - Semifinale                                 | -                                                                          | 68’                                                                        |
| 9-6-2019                                                                   | Porto                                                                      | Portogallo                                                                 | 1 – 0                                                                      | Paesi Bassi                                                                | UEFA Nations League 2018-2019 - Finale                                     | -                                                                          | 46’                                                                        |
| 6-9-2019                                                                   | Amburgo                                                                    | Germania                                                                   | 2 – 4                                                                      | Paesi Bassi                                                                | Qual. Euro 2020                                                            | -                                                                          | 81’                                                                        |
| 9-9-2019                                                                   | Tallinn                                                                    | Estonia                                                                    | 0 – 4                                                                      | Paesi Bassi                                                                | Qual. Euro 2020                                                            | 2                                                                          | 85’                                                                        |
| 10-10-2019                                                                 | Rotterdam                                                                  | Paesi Bassi                                                                | 3 – 1                                                                      | Irlanda del Nord                                                           | Qual. Euro 2020                                                            | -                                                                          | 66’                                                                        |
| 13-10-2019                                                                 | Minsk                                                                      | Bielorussia                                                                | 1 – 2                                                                      | Paesi Bassi                                                                | Qual. Euro 2020                                                            | -                                                                          | 89’                                                                        |
| 16-11-2019                                                                 | Belfast                                                                    | Irlanda del Nord                                                           | 0 – 0                                                                      | Paesi Bassi                                                                | Qual. Euro 2020                                                            | -                                                                          | 90’                                                                        |
| 7-10-2020                                                                  | Amsterdam                                                                  | Paesi Bassi                                                                | 0 – 1                                                                      | Messico                                                                    | Amichevole                                                                 | -                                                                          | 73’                                                                        |
| 11-10-2020                                                                 | Zenica                                                                     | Bosnia ed Erzegovina                                                       | 0 – 0                                                                      | Paesi Bassi                                                                | UEFA Nations League 2020-2021 - 1º turno                                   | -                                                                          | 86’                                                                        |
| 14-10-2020                                                                 | Bergamo                                                                    | Italia                                                                     | 1 – 1                                                                      | Paesi Bassi                                                                | UEFA Nations League 2020-2021 - 1º turno                                   | -                                                                          | 90+2’                                                                      |
| 11-11-2020                                                                 | Amsterdam                                                                  | Paesi Bassi                                                                | 1 – 1                                                                      | Spagna                                                                     | Amichevole                                                                 | -                                                                          | 79’                                                                        |
| 27-3-2021                                                                  | Amsterdam                                                                  | Paesi Bassi                                                                | 2 – 0                                                                      | Lettonia                                                                   | Qual. Mondiali 2022                                                        | -                                                                          | 79’                                                                        |
| 30-3-2021                                                                  | Gibilterra                                                                 | Gibilterra                                                                 | 0 – 7                                                                      | Paesi Bassi                                                                | Qual. Mondiali 2022                                                        | -                                                                          | 81’                                                                        |
| Totale                                                                     |                                                                            | Presenze                                                                   | 69                                                                         |                                                                            | Reti                                                                       | 10                                                                         |                                                                            |

## Palmarès

### Club
- Coppa dei Paesi Bassi: 2

Ajax Amsterdam: 2005-2006, 2006-2007
- Supercoppa dei Paesi Bassi: 2

Ajax Amsterdam: 2005, 2006
- Campionato olandese: 1

Ajax: 2012-2013
- Campionato turco: 1

Besiktas: 2016-2017
- Supercoppa di Turchia: 1

Galatasaray: 2019

### Nazionale
- Campionato d'Europa Under-21: 1

2007